# Часниковка (Куртамиський округ)
Часнико́вка (рос. Чесноковка) — присілок у складі Куртамиського округу Курганської області, Росія.
Населення — 199 осіб (2010, 231 у 2002).
Національний склад станом на 2002 рік:
- росіяни — 96 %